# Antoniów (Lublin)
Antoniów [Unˈtɔɲuf] es un pueblo ubicado en el distrito administrativo de Gmina Milejów, dentro del Condado de Łęczna, Voivodato de Lublin, en Polonia oriental. Se encuentra aproximadamente a 5 kilómetros al oeste de Milejów-Osada, a 8 kilómetros al sur de Łęczna, ya 21 kilómetros al este de la capital regional Lublin.
El pueblo tiene una población de 240 habitantes.